# Ligyra argyura
Ligyra argyura är en tvåvingeart som först beskrevs av Enrico Adelelmo Brunetti 1909.  Ligyra argyura ingår i släktet Ligyra och familjen svävflugor. Inga underarter finns listade i Catalogue of Life.